# رشارکین
رشارکین (به انگلیسی: Rasharkin) یک روستا در بریتانیا است که در شهرستان انتریم واقع شده‌است. رشارکین ۱٬۱۱۴ نفر جمعیت دارد.